# Bolsa de Corea del Sur
La bolsa de Corea (en inglés: Korea Exchange, KRX) es el único mercado de valores operativo en Corea del Sur. Tiene su sede en Busan, y tiene una oficina para mercado al contado y para la supervisión del mercado en Seúl.

## Historia
La bolsa de Corea fue creada mediante la integración de los mercados de valores de Corea (Korea Stock Exchange), el mercado de futuros (Korea Futures Exchange) y el mercado de valores KOSDAQ bajo la Ley del Mercado de Valores y Futuros (Korea Stock & Futures Exchange Act). Los mercados de acciones y derivados de los anteriores mercados son ahora divisiones de negocio de la bolsa de Corea: División de Mercado de Valores, División de Mercado KOSDAQ y División de Mercado de Derivados. A octubre de 2012, la bolsa de Corea tenía 1.796 compañías listadas con una capitalización de mercado combinada de $1,1 billones. La bolsa tiene un horario normal de sesiones de 09:00 a. m. a 03:15 p. m. todos los días de la semana excepto sábados, domingos y festivos declarados por la bolsa con antelación.

## Instrumentos de inversión
División de Mercado KOSPI
- Acciones
- Bonos
- Exchange Traded Funds (ETFs)
- Exchange-Linked Warrants (ELWs)
- Real Estate Investment Trusts (REITs)

División de Mercado KOSDAQ
- Acciones

División de Mercado de Derivados
- Índices burátiles: KOSPI 200 Index Futures, KOSTAR Futures, KOSPI 200 Index Options
- Futuros
- Opciones
- Bonos futuros del tesoro coreano a 3 años, 5 años y Opciones (Interest Rate Instruments)
- Inversiones exteriores: USD Futuros, JPY Futuros, EUR Futuros, USD Opciones
- Commodities: Futuros en oro, mini-oro, mercado de carne (Lean Hog)